# Campeonato Austríaco de Futebol Feminino
O Campeonato Austríaco de Futebol Feminino ou ÖFB-Frauenliga é uma liga de futebol feminino na Áustria. Na divisão feminina, a liga é competição primária de futebol do país.
Criada em 1973, pela Federação Austríaca de Futebol, nos últimos anos St. Pölten tem dominado a liga, com cinco campeonatos seguidos. O campeão e vice-campeão apuram-se para a Liga dos Campeões de Futebol Feminino da UEFA.

## Clubes de 2019–2020
- FSK St. Pölten
- Sturm Graz
- USC Landhaus Wien
- Altenmarkt
- SV Neulengbach
- Wacker Innsbruck
- FFC Vorderland
- FC Bergheim Damen
- FC Südburgenland
- SV Horn

## Lista de Campeãs
| Temporada | Campeã                       | Vice-Campeã                     |
| --------- | ---------------------------- | ------------------------------- |
| 1972/73   | Favoritner AC                | USC Landhaus Wien               |
| 1973/74   | USC Landhaus Wien            | ESV Ostbahn XI Wien             |
| 1974/75   | KSV Ankerbrot Wien           | USC Landhaus Wien               |
| 1975/76   | USC Landhaus Wien            | ESV Ostbahn XI Wien             |
| 1976/77   | SV Elektra Wien              | USC Landhaus Wien               |
| 1977/78   | USC Landhaus Wien            | SV Elektra Wien                 |
| 1978/79   | SV Elektra Wien              | ESV Ostbahn IX Wien             |
| 1979/80   | SV Elektra Wien              | ESV Ostbahn XI Wien             |
| 1980/81   | USC Landhaus Wien            | ESV Ostbahn XI Wien             |
| 1981/82   | USC Landhaus Wien            | ESV Ostbahn XI Wien             |
| 1982/83   | USC Landhaus Wien            | ESV Ostbahn XI Wien             |
| 1983/84   | SV Aspern                    | USC Landhaus Wien               |
| 1984/85   | ESV Ostbahn XI Wien          | USC Landhaus Wien               |
| 1985/86   | 1. DFC Leoben                | DFC LUV Graz                    |
| 1986/87   | 1. DFC Leoben                | Union Kleinmünchen              |
| 1987/88   | USC Landhaus Wien            | Union Kleinmünchen              |
| 1988/89   | USC Landhaus Wien            | Union Kleinmünchen              |
| 1989/90   | Union Kleinmünchen           | DFC Brunn am Gebirge            |
| 1990/91   | Union Kleinmünchen           | ESV Ostbahn XI Wien             |
| 1991/92   | Union Kleinmünchen           | USC Landhaus Wien               |
| 1992/93   | Union Kleinmünchen           | USC Landhaus Wien               |
| 1993/94   | Union Kleinmünchen           | USC Landhaus Wien               |
| 1994/95   | USC Landhaus Wien            | Union Kleinmünchen              |
| 1995/96   | Union Kleinmünchen           | USC Landhaus Wien               |
| 1996/97   | USC Landhaus Wien            | Union Kleinmünchen              |
| 1997/98   | Union Kleinmünchen           | USC Landhaus Wien               |
| 1998/99   | Union Kleinmünchen           | SV Neulengbach                  |
| 1999/00   | USC Landhaus Wien            | Union Kleinmünchen              |
| 2000/01   | USC Landhaus Wien            | SV Neulengbach                  |
| 2001/02   | Innsbrucker AC               | SV Neulengbach                  |
| 2002/03   | SV Neulengbach               | Innsbrucker AC                  |
| 2003/04   | SV Neulengbach               | USC Landhaus Wien               |
| 2004/05   | SV Neulengbach               | Union Kleinmünchen              |
| 2005/06   | SV Neulengbach               | USC Landhaus Wien               |
| 2006/07   | SV Neulengbach               | DFC LUV Graz                    |
| 2007/08   | SV Neulengbach               | FC Wacker Innsbruck             |
| 2008/09   | SV Neulengbach               | FC Wacker Innsbruck             |
| 2009/10   | SV Neulengbach               | FC Wacker Innsbruck             |
| 2010/11   | SV Neulengbach               | Südburgenland                   |
| 2011/12   | SV Neulengbach               | ASV Spratzern                   |
| 2012/13   | SV Neulengbach               | Spratzern                       |
| 2013/14   | SV Neulengbach               | FSK St. Pölten-Spratzern        |
| 2014/15   | FSK St. Pölten-Spratzern     | SV Neulengbach                  |
| 2015/16   | FSK St. Pölten-Spratzern     | SK Sturm Graz                   |
| 2016/17   | SKN St. Pölten               | SK Sturm Graz                   |
| 2017/18   | SKN St. Pölten               | USC Landhaus Wien               |
| 2018/19   | SKN St. Pölten               | SK Sturm Graz                   |
| 2019/20   | cancelada devido ao COVID-19 | cancelada devido ao COVID-19    |
| 2020/21   | SKN St. Pölten               | SG USC Landhaus/FK Austria Wien |
| 2021/22   | SKN St. Pölten               | SK Sturm Graz                   |
| 2022/23   | SKN St. Pölten               | SK Sturm Graz                   |